# René Schick Gutiérrez
René Schick Gutiérrez (León, 23 de novembro de 1909 - Manágua 3 de agosto de 1966) foi um advogado, diplomata e político nicaraguense de ascendência austríaca, que foi Presidente da Nicarágua de 1 de maio de 1963 a 3 de agosto de 1966, quando morreu no exercício do cargo.